# Jeanne Clara Walraven
Jeanne Clara Walraven, ook bekend als Jeanne Beyerman-Walraven (Semarang, 14 juni 1878 - Arnhem, 20 september 1969) was een Nederlandse componist. Ze werd geboren in Nederlands-Indië en studeerde privé bij Frits Koeberg in Den Haag.

## Biografie
Ze werd geboren in Nederlands-Indië, maar het gezin keerde naar Nederland terug toen Jeanne vier jaar was. Ze kreeg haar eerste pianolessen van haar moeder, Alida Catharina Jolles (1852-1897). Toen Jeanne vijftien jaar was, vertrok het gezin weer naar Nederlands-Indië. Nadat haar moeder overleden was keerden zij weer terug naar Nederland samen met haar broer en zus, waar zij werden ondergebracht bij familie.
Walraven ging werken als pianolerares en nam lessen compositie bij Frits Koeberg. 
In 1911 trouwde zij met huisarts Theo Beyerman. Ze gingen in Amsterdam wonen en kregen twee dochters, Sara (1912) en Aleida (1914).
Na de  Tweede Wereldoorlog verhuisde zij met haar man naar Laren, omdat hij daar privéarts werd van de familie Siemens. Toen haar man overleden was, moest zij daar weg en verhuisde ze naar Arnhem, waar haar oudste dochter woonde. Ook daar bleef zij componeren.

## Werk
In 1907 werd in Londen voor het eerst een werk van haar uitgevoerd, tijdens een concert met alleen door vrouwen gecomponeerde stukken.
De eerste composities van Beijerman-Walraven zijn geschreven in de stijl van laat-romantiek, zoals bijvoorbeeld haar Concertouverture voor orkest (1910), dat in werd uitgevoerd door het Utrechts Stedelijk Orkest onder leiding van Wouter Hutschenruyter. Haar liederen werk Nachtstilte en Geluk voor alt en orkest werden geschreven op teksten van P.C. Boutens en uitgevoerd door Jacoba Repelaer van Driel bij het Concertgebouworkest onder leiding van Cornelis Dopper. Lento en Allegro moderato uit 1921 werd ook in het Concertgebouw gespeeld.
Ze maakte zich ook eigentijdse technieken meester. Haar latere werk werd meer expressionistisch. Hoewel ze al vroeg in haar carrière erkenning kreeg, werd haar werk na de jaren twintig nog maar zelden uitgevoerd.
Op 7 november 1981 werd haar Concertouverture in het Concertgebouw uitgevoerd door het Radio Filharmonisch Orkest onder leiding van Miklos Erdelyi.

## Werken
Enkele geselecteerde werken zijn:
- Concertouverture voor orkest, 1910
- Orkeststuk voor orkest, 1921
- Lento en Allegro moderato voor orkest, 1921
- Sonate, voor viool en pianoforte, 1909, 1952
- Koraal, orgel/pianoforte, 1911
- Strijkkwartet, 1912
- 2 stukken voor pianoforte, 1929
- Andante espresso met molta emozione, piano, 1950
- Pan (H. Gorter), S, pf
- Het is winter, S, pf
- Licht mijn licht, SATB
- Uit de wijzangen (R. Tagore, vert. F. van Eeden), voor mezzosopraan en pianoforte, vóór 1916
- Ik moet mijn boot te water laten, Nu mogen alle vreugdewijzen zich voordoen; Orkest De zieke buur (F. Pauwels), 1922
- In den stroom (H. Keuls), lied, 1924
- Feestlied (Keuls), sopraan, pianoforte/orkest, 1926
- Om de stilte (Keuls), lied, 1940
- Mère (3 poèmes de M. Carême), lage viool, pianoforte, 1950
- De ramp (Renée), lied, 1953

- Gemeinsame Normdatei: 1089755201
- International Standard Name Identifier: 0000 0003 9243 8933
- Library of Congress Control Number: no2015040648
- Nederlandse Thesaurus van Auteursnamen: 102986525
- Virtual International Authority File: 286495627
- WorldCat: E39PBJhRM93hTc7qcVB8frwDMP